# Wes Mannion
Wes Mannion, naturalista australiano (nacido en septiembre de 1970). Es considerado como una de las personas más expertas en reptiles en Australia. Conoció a Steve Irwin cuando tenía apenas 15 años, convirtiéndose en su mejor amigo. Es el director del Zoológico de Australia. Apareció en un 60% de los documentales del Cazador de Cocodrilos. Está casado con Jodie Chapman Mannion desde 2004 y tiene un hijo .

## Bibliografía

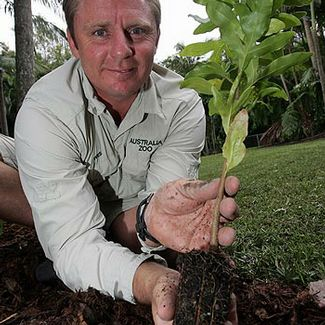
Wes Mannion plantando un árbol en honor de su amigo Steve Irwin.